# Justin Kluivert
Justin Kluivert (Ámsterdam, 5 de mayo de 1999) es un futbolista neerlandés que juega en la posición de delantero para el AFC Bournemouth de la Premier League.
Es hijo del exfutbolista Patrick Kluivert.

## Trayectoria
Empezó sus primeros pasos futbolísticos en el Ajax de Ámsterdam, siendo capitán en las divisiones inferiores. Hizo su debut profesional con el Jong Ajax y debutó con el primer equipo en la Eredivisie el 15 de enero de 2017 en una victoria a domicilio por 1-3 ante el PEC Zwolle, cuando sustituyó a Amin Younes en el minuto 39. Marcó su primer gol en la Eredivisie el 19 de marzo en un partido fuera de casa contra el SBV Excelsior que terminó en un empate 1-1. Participó en 6 partidos en la Liga Europa de la UEFA 2016-17 y fue suplente en la final, siendo derrotados por 2-0 ante el Manchester United en Estocolmo. 
El 26 de noviembre de 2017 abrió su cuenta goleadora de la temporada con un triplete en la victoria en casa por 5-1 sobre el Roda JC.
El 22 de junio de 2018 fichó por la A. S. Roma por 17,25 millones de euros más uno y medio en variables. Se convirtió en el quinto jugador neerlandés en representar al equipo italiano. Eligió el número 34 de la camiseta como apoyo a su amigo y excompañero de equipo Abdelhak Nouri, que lo usó en el Ajax y sufrió un ataque de arritmia cardíaca que puso fin a su carrera en 2017. Hizo su debut en la Serie A el 19 de agosto en un triunfo por la mínima ante el Torino F. C.
Se convirtió en el jugador de la A. S. Roma más joven en marcar en la Liga de Campeones de la UEFA después de anotar el cuarto gol en la victoria en casa por 5-0 ante el Viktoria Plzeň el 3 de octubre de 2018. El 16 de diciembre marcó por primera vez en la Serie A en una victoria en casa por 3-2 sobre el Genoa C. F. C. Para la temporada 2019-20 cambió su número de camiseta al 99, que representa el año en que nació.
El 5 de octubre de 2020 se unió al RasenBallsport Leipzig en un préstamo de una temporada.  El 5 de diciembre marcó un gol en la Bundesliga en un empate 3-3 como visitante contra el Bayern de Múnich. Tres días después volvió a anotar en la victoria por 3-2 sobre el Manchester United en la Liga de Campeones de la UEFA.
El 20 de julio de 2021 volvió a ser cedido durante toda la temporada con una opción de compra, esta vez al O. G. C. Niza, opción que no se hizo efectiva, y el 1 de septiembre de 2022 se confirmó su cesión al Valencia C. F., equipo en el que había jugado su padre.
En Valencia consiguió ocho tantos en una temporada en la que el equipo estuvo peleando por evitar el descenso. La opción de compra no fue ejecutada y en junio de 2023 fue traspasado por el conjunto romano al AFC Bournemouth. Con este equipo ganó el premio a mejor jugador del mes de la Premier League en enero de 2025 gracias a sus cinco goles y dos asistencias en los cuatro partidos que disputó en esas fechas.
Fue el tercer futbolista, tras Florin Răducioiu y Stevan Jovetić, en marcar en las cinco ligas más importantes de Europa. También fue el primero en marcar en esas cinco ligas además de la Eredivisie, así como el primer jugador en anotar tres lanzamientos de penalti en un mismo partido de la Premier League.

## Estadísticas

### Clubes
| Club                             | Div.          | Temporada     | Liga  | Liga  | Liga   | Copas nacionales | Copas nacionales | Copas nacionales | Copas internacionales | Copas internacionales | Copas internacionales | Total | Total | Total  | Media goleadora |
| Club                             | Div.          | Temporada     | Part. | Goles | Asist. | Part.            | Goles            | Asist.           | Part.                 | Goles                 | Asist.                | Part. | Goles | Asist. | Media goleadora |
| -------------------------------- | ------------- | ------------- | ----- | ----- | ------ | ---------------- | ---------------- | ---------------- | --------------------- | --------------------- | --------------------- | ----- | ----- | ------ | --------------- |
| Jong Ajax · Países Bajos         | 2.ª           | 2016-17       | 8     | 2     | 3      | —                | —                | —                | —                     | —                     | —                     | 8     | 2     | 3      | 0.25            |
| Jong Ajax · Países Bajos         | Total club    | Total club    | 8     | 2     | 3      | 0                | 0                | 0                | 0                     | 0                     | 0                     | 8     | 2     | 3      | 0.25            |
| Ajax de Ámsterdam · Países Bajos | 1.ª           | 2016-17       | 14    | 2     | 4      | 0                | 0                | 0                | 6                     | 0                     | 1                     | 20    | 2     | 5      | 0.1             |
| Ajax de Ámsterdam · Países Bajos | 1.ª           | 2017-18       | 30    | 10    | 5      | 2                | 1                | 0                | 4                     | 0                     | 0                     | 36    | 11    | 5      | 0.31            |
| Ajax de Ámsterdam · Países Bajos | Total club    | Total club    | 44    | 12    | 9      | 2                | 1                | 0                | 10                    | 0                     | 1                     | 56    | 13    | 10     | 0.23            |
| A. S. Roma · Italia              | 1.ª           | 2018-19       | 29    | 1     | 5      | 1                | 0                | 2                | 5                     | 1                     | 0                     | 35    | 2     | 7      | 0.06            |
| A. S. Roma · Italia              | 1.ª           | 2019-20       | 22    | 4     | 0      | 2                | 0                | 0                | 7                     | 3                     | 0                     | 31    | 7     | 0      | 0.23            |
| A. S. Roma · Italia              | 1.ª           | 2020-21       | 2     | 0     | 0      | —                | —                | —                | —                     | —                     | —                     | 2     | 0     | 0      | 0               |
| A. S. Roma · Italia              | Total club    | Total club    | 53    | 5     | 5      | 3                | 0                | 2                | 12                    | 4                     | 0                     | 68    | 9     | 7      | 0.13            |
| R. B. Leipzig · Alemania         | 1.ª           | 2020-21       | 19    | 3     | 0      | 1                | 0                | 0                | 7                     | 1                     | 0                     | 27    | 4     | 0      | 0.15            |
| R. B. Leipzig · Alemania         | Total club    | Total club    | 19    | 3     | 0      | 1                | 0                | 0                | 7                     | 1                     | 0                     | 27    | 4     | 0      | 0.15            |
| O. G. C. Niza Francia            | 1.ª           | 2021-22       | 27    | 4     | 5      | 4                | 2                | 1                | —                     | —                     | —                     | 31    | 6     | 6      | 0.19            |
| O. G. C. Niza Francia            | Total club    | Total club    | 27    | 4     | 5      | 4                | 2                | 1                | 0                     | 0                     | 0                     | 31    | 6     | 6      | 0.19            |
| Valencia C. F. · España          | 1.ª           | 2022-23       | 26    | 6     | 0      | 3                | 2                | 1                | —                     | —                     | —                     | 29    | 8     | 1      | 0.28            |
| Valencia C. F. · España          | Total club    | Total club    | 26    | 6     | 0      | 3                | 2                | 1                | 0                     | 0                     | 0                     | 29    | 8     | 1      | 0.28            |
| AFC Bournemouth Inglaterra       | 1.ª           | 2023-24       | 32    | 7     | 1      | 4                | 2                | 1                | —                     | —                     | —                     | 36    | 9     | 2      | 0.25            |
| AFC Bournemouth Inglaterra       | 1.ª           | 2024-25       | 34    | 12    | 6      | 5                | 1                | 2                | —                     | —                     | —                     | 39    | 13    | 8      | 0.33            |
| AFC Bournemouth Inglaterra       | Total club    | Total club    | 66    | 19    | 7      | 9                | 3                | 3                | 0                     | 0                     | 0                     | 75    | 22    | 10     | 0.29            |
| Total carrera                    | Total carrera | Total carrera | 243   | 51    | 29     | 22               | 8                | 7                | 29                    | 5                     | 1                     | 294   | 64    | 37     | 0.22            |
| 1. 2.                            |               |               |       |       |        |                  |                  |                  |                       |                       |                       |       |       |        |                 |

### Hat-tricks
| 1 | 26 de noviembre de 2017 | Johan Cruyff Arena, Ámsterdam       | Ajax de Ámsterdam - Roda JC Kerkrade            |  | 5 - 1 | Eredivisie 2017-18     |
| 2 | 30 de noviembre de 2024 | Molineux Stadium, Wolverhampton     | Wolverhampton Wanderers F. C. - AFC Bournemouth |  | 2 - 4 | Premier League 2024-25 |
| 3 | 18 de enero de 2025     | St James' Park, Newcastle upon Tyne | Newcastle United F. C. - AFC Bournemouth        |  | 1 - 4 | Premier League 2024-25 |